# Rio do Banho
Rio do Banho är ett vattendrag i Brasilien.   Det ligger i delstaten Paraná, i den södra delen av landet, 1 300 km söder om huvudstaden Brasília.
I omgivningarna runt Rio do Banho växer huvudsakligen savannskog. Runt Rio do Banho är det ganska glesbefolkat, med 40 invånare per kvadratkilometer.